# Institut australien de stratégie politique
Pour les articles homonymes, voir ASPI.
L’Institut australien de stratégie politique (Australian Strategic Policy Institute (ASPI)) est un groupe de réflexion sur la défense et la politique stratégique fondé par le gouvernement australien et financé en partie par le ministère australien de la Défense et le Département d'État des États-Unis. Ses bureaux sont situés à Barton, dans le territoire de la capitale australienne.

## Activités
Dans un rapport publié en 2020, l'ASPI affirme que plus de 80 000 Ouïghours, détenus dans des camps d'internement de la région du Xinjiang, ont été transférés entre 2017 et 2019 dans plusieurs usines « appartenant aux chaînes d'approvisionnement de 83 marques connues mondialement dans la technologie, le textile et l'automobile » parmi lesquelles Hubei Haixin pour les masques de protection.

## Financement
L'organisme est notamment financé par le National Endowment for Democracy (NED), créé par le gouvernement américain pour assumer certaines fonctions auparavant dévolues à la Central Intelligence Agency (CIA). Il est également financé par le Département d'État des États-Unis,,.